# Hanna Posnichirenko
Hanna Serhijiwna Posnichirenko (ukrainisch Ганна Сергіївна Позніхіренко, wiss. Transliteration Hanna Serhiïvna Posnichirenko, internationale englische Schreibweise Ganna Poznikhirenko; * 8. April 1994 in Kiew) ist eine ukrainische Tennisspielerin.

## Karriere
Posnichirenko begann mit sechs Jahren das Tennisspielen und spielt hauptsächlich Turniere auf der ITF Women’s World Tennis Tour, bei der sie bislang fünf Titel im Einzel und zehn im Doppel gewann.
Ihr erstes Turnier als Profi spielte sie im Oktober 2009 in Charkiw, ihr erstes Finale erreichte sie 2011 in Antalya.

## Turniersiege

### Einzel
| Nr. | Datum              | Turnier             | Kategorie   | Belag     | Finalgegnerin  | Ergebnis      |
| --- | ------------------ | ------------------- | ----------- | --------- | -------------- | ------------- |
| 1.  | 16. September 2012 | Antalya             | ITF $10.000 | Hartplatz | Ana Bogdan     | 2:6, 7:5, 6:4 |
| 2.  | 28. Oktober 2019   | Tabarca             | ITF W15     | Sand      | Julyette Steur | 2:6, 6:3, 6:4 |
| 3.  | 3. November 2019   | Tabarca             | ITF W15     | Sand      | Julyette Steur | 6:4, 6:1      |
| 4.  | 11. Oktober 2020   | Scharm asch-Schaich | ITF W15     | Hartplatz | Sandra Samir   | 6:2, 6:4      |
| 5.  | 19. Dezember 2021  | Antalya             | ITF W15     | Sand      | Darja Lodikowa | 7:5, 6:1      |

### Doppel
| Nr. | Datum              | Turnier        | Kategorie   | Belag             | Partnerin           | Finalgegnerinnen                         | Ergebnis         |
| --- | ------------------ | -------------- | ----------- | ----------------- | ------------------- | ---------------------------------------- | ---------------- |
| 1.  | 24. August 2013    | St. Petersburg | ITF $25.000 | Sand              | Wiktorija Kan       | Justyna Jegiołka Noppawan Lertcheewakarn | 6:2, 6:0         |
| 2.  | 25. April 2014     | Namangan       | ITF $25.000 | Hartplatz         | Jewgenija Paschkowa | Jana Butschina Andrea Gámiz              | 6:4, 6:1         |
| 3.  | 21. Mai 2016       | Hammamet       | ITF $10.000 | Sand              | Natalija Kostić     | Emmanuelle Girard Francesca Jones        | 6:4, 6:4         |
| 4.  | 10. September 2016 | Butscha        | ITF $10.000 | Sand              | Ilona Kramen        | Weronika Kapschaj Anastassija Schoschyna | 6:3, 6:2         |
| 5.  | 21. Oktober 2017   | Pula           | ITF $25.000 | Sand              | Jasmina Tinjić      | Tayisiya Morderger Yana Morderger        | 6:4, 6:3         |
| 6.  | 9. Juni 2018       | Brescia        | ITF $60.000 | Sand              | Cristina Dinu       | Alexandra Panowa Anastassija Pribylowa   | 6:3, 7:66        |
| 7.  | 17. August 2018    | Leipzig        | ITF $25.000 | Sand              | Cristina Dinu       | Petra Krejsová Jesika Malečková          | 4:6, 6:0, [10:5] |
| 8.  | 26. Januar 2019    | Kasan          | ITF W25     | Hartplatz (Halle) | Vivian Heisen       | Alena Fomina Jekaterina Jaschina         | 6:4, 6:3         |
| 9.  | 2. November 2019   | Tabarca        | ITF W15     | Sand              | Julyette Steur      | Yasmine Mansouri Sada Nahimana           | 7:6, 6:3         |
| 10. | 8. Oktober 2022    | Redding        | ITF W25     | Hartplatz         | Rasheeda McAdoo     | Alexa Glatch Aldila Sutjiadi             | 7:63, 7:5        |